# برگ (براندنبورگ)
برگ (به آلمانی: Berge) یک شهر در آلمان است که در پریگنیتس واقع شده‌است. برگ ۸۷۱ نفر جمعیت دارد.